# NGC 6958
NGC 6958 је елиптична галаксија у сазвежђу Микроскоп која се налази на NGC листи објеката дубоког неба.
Деклинација објекта је - 37° 59' 52" а ректасцензија 20h 48m 42,6s. Привидна величина (магнитуда) објекта NGC 6958 износи 11,3 а фотографска магнитуда 12,3. Налази се на удаљености од 33,117 милиона парсека од Сунца. NGC 6958 је још познат и под ознакама ESO 341-15, MCG -6-45-17, IRAS 20455-3810, PGC 65436.